# Lychnosea reversaria
Lychnosea reversaria là một loài bướm đêm trong họ Geometridae.